# 片桐健滋
片桐 健滋（かたぎり けんじ、1979年6月6日 - ）は、日本の映画監督。大阪府出身。

## 概要
大阪府堺市生まれ。高校在学中より8mm映画製作を始め、1997年、神奈川映像コンクールで「ice・cream」が入賞。2000年渡仏、フランソワ・トリュフォーの編集で知られるヤン・デデに3年間師事。2003年帰国、ミュージックビデオ、イベント映像等のフリーの編集を経て、演出部に転向。以降、豊田利晃、羽住英一郎、廣木隆一監督などに師事。2015年「ルームロンダリング」にて監督デビュー。数々の海外映画祭にて上映される。

## 略歴
- 映画　
  - 2018年「ルームロンダリング」（第1回TSUTAYA CREATORS’PROGRAM準グランプリ）にて監督デビュー
  - 2020年「酔うと化け物になる父がつらい」[2]
- テレビドラマ　
  - 2017年「増山超能力師事務所」YTV
  - 2017年「男の操」NHK
  - 2018年「リピート〜運命を変える10か月〜」YTV
  - 2018年「ルームロンダリング」MBS
  - 2019年「ワカコ酒 Season4」BSジャパン
  - 2019年「きのう何食べた?」テレビ東京
  - 2019年「決してマネしないでください。」NHK
  - 2020年「そのご縁、お届けします—メルカリであったほんとの話」MBS
  - 2020年「 きのう何食べた?正月スペシャル2020」テレビ東京
  - 2021年「ネメシス」日本テレビ
  - 2022年「ワカコ酒 Season6」BSジャパン
  - 2022年「今夜はコの字で Season2」テレビ東京
  - 2022年「ザ・タクシー飯店」テレビ東京
  - 2024年「推しを召し上がれ〜広報ガールのまろやかな日々〜」テレビ東京
  - 2024年「ゴールデンカムイ -北海道刺青囚人争奪編-」WOWOW